# Pnigalio pristiphorae
Pnigalio pristiphorae är en stekelart som beskrevs av Askew 1965. Pnigalio pristiphorae ingår i släktet Pnigalio och familjen finglanssteklar.
Artens utbredningsområde är Sverige. Arten är reproducerande i Sverige. Inga underarter finns listade i Catalogue of Life.